# Parsteinsee
Parsteinsee är en kommun i Landkreis Barnim i delstaten Brandenburg, Tyskland. Kommunen bildades den 1 mars 2002 genom en sammanslagning av kommunerna Lüdersdorf och Parstein. Kommunen administreras som en del av kommunalförbundet Amt Britz-Chorin-Oderberg, vars säte ligger i Britz.